# 16355 Бубер
16355 Бубер (16355 Buber) — астероїд головного поясу, відкритий 29 жовтня 1975 року.
Тіссеранів параметр щодо Юпітера — 3,354.